# إنقاذ إفرايم (فلم)
إنقاذ إفرايم (بالإنجليزية: Ephraim's Rescue) هو فيلم تاريخي درامي أمريكي صدر عام 2013. كتبه وأخرجه تيس ي كريستينسن وأنتجته «مجموعة إكسل للترفيه». عرض الفيلم في صالات سينما مختارة عبر الولايات المتحدة الأمريكية في ربيع عام 2013.

## القصة
يحكي الفيلم قصة إفرايم هانكس، وهو رجل بسيط استدعي للقيام بعمل نبيل وهو إنقاذ جماعة مارتن هاندكارت.، يركز الفيلم على تجارب اثنين من البشر لهم صلة بعائلة مارتن هاندكارت: إفرايم هانكس وتوماس دوبسون.
في سنة 1891 في سالينا في إقليم يوتاه، يأتي إفرايم هانكس العجوز إلى الأخت جونسون لإنقاذها من الموت وإعطائها هدية، قائلا أنها سوف تحمل وتنجب سبع بنات، وسيكبرن معا ويكونون مصدر بهجة لها. وتحكي ذلك لزوجها، الذي يذهل من نجاتها من الموت ومن تلك القصة.
وقبل خمسين عاما يكون إفرايم شاب متمرد على علاقة سيئة مع والديه. ويرحل ويلتحق بالبحرية الأمريكية بعد مواجهة عنيفة مع الأب.
وبعد ثلاث سنوات يعود إفرايم ويبدأ رحلته في ميناء بوسطن. وهناك وبعد لقاء غامض مع رجل يرتدي بدلة رمادية سميكة، يقرر إفرايم أن الوقت حان للعودة للمنزل والصلح مع والديه. ولكن عندما يصل إلى هناك، يعلم أن أباه مات، وأن أخاه سيدني التحق بكنيسة المسيح يسوع لقديسي اليوم الآخر. ويعتقد أن سيدني في ورطة، وترسله أمه لإنقاذ ابنها لاعتقادها أنه واقع في مشكلة.
وحين يذهب إفرايم لرؤية سيدني، يصل إلى مفترق طرق، فلا يعرف ما العمل، فيصلي لأول مرة منذ سنوات. ويشعر بأن عليه العودة إلى المنزل، فيبدأ فعلا في العودة. وحين عاد وجد سيدني قد عاد فعلا، وأخبره بأنه رأى في المنام أن عليه العودة إلى المنزل.
وتخبرهم أمهم وهم في المنزل أنها لا تزيد المزيد من هراء المورمون. وأخبرت إفرايم بأن يدعو القساوسة المحليين للحديث مع سيدني. وحين يصلون إلى المنزل أخبرهم سيدني أن جوزيف سميث هو فعلا رسول من الله، لكنهم ثاروا على كلامه وشتموه، وذلك أغضب إفرايم وطردهم من المنزل. ولاحقا يخبر سيدني إفرايم أن ما قاله للقساوسة صحيح، ويخبره كيف شفي بمعجزة على يد حكماء المورمون. وأعطاه سيدني كتاب المورمون، وقبل إفرايم تعاليم العقيدة المورمونية وقرر أن ينضم لهم ولسيدني. لكن أمه أصابتها خيبة الأمل وأخبرتهم بأن يبتعدوا عنها.
ويرحلون إلى إيلينوي حيث يقوك سيدني بتعميد إفرايم.
وفي نفس الوقت وأثناء تعميد طفل عمره ثماني سنوات في بريستون ولانكشاير اسمه توماس دوبسون، تقول الأم أن ولده كانت لديه مواهب، قبل أن يُهاجم من رعاع غاضبون. وأحدهم ألقى حجرا نحو رأس توماس، لكن لحسن الحظ لم يصبه أذى.
وأثناء ذلك يرى إفرايم العديد من مباهج دينه الجديد، ومنها جماعة مورمون ويرى النبي بريغهام يانج، والذي يعطيه تعليمات صارمة لا بد أن ينفذها جيدا. وذات يوم يقوم إفرايم بشفاء أحد الأطفال الهنود.
وفي عام 1856 يعلن رجل أن آل دوبسون يغادرون نحو صهيون، وذلك يغضب توماس الذي يصبح الآن شابا، لأنه لا يملك أي رغبة في الرحيل إلى منطقة بعيدة غير مأهولة. وتشجعه أمه على ترك نفسه والذهاب، لأن النبي قد أمره بالذهاب مع عائلة مارتن هاندكارت. وفي أثناء ذلك يُبَلَّغ إفرايم أن جماعة هاندكارت في ورطة، ويُطلب منه أن يوافق على مساعدتهم.

## روابط خارجية
- مقالات تستعمل روابط فنية بلا صلة مع ويكي بيانات